# انجمن بین‌المللی آسیب‌شناسی گیاهی
انجمن بین‌المللی آسیب‌شناسی گیاهی (نام علمی: International Society for Plant Pathology) یک مؤسسه غیرانتفاعی جهانی است که به "ارتقای سلامت گیاهان و امنیت غذایی در سراسر جهان" اختصاص دارد. در سال ۱۹۶۸ تأسیس شد و اولین رئیس انجمن، آسیب‌شناس گیاهی پیشگام بریتانیا، رونالد کارسلیک استار وود بود. انجمن بین‌المللی آسیب‌شناسی گیاهی یکی از اعضای اتحادیه بین‌المللی علوم زیستی (IUBS)، اتحادیه بین‌المللی انجمن‌های میکروبیولوژی (IUMS)، در ارتباط با سازمان غذا و کشاورزی سازمان ملل متحد (FAO) است.